# Dødsattest
En Dødsattest er et retslig dokument, der er et bevis på, at en person er død, og er en forudsætning for at liget senere kan begraves. Dødsattesten kan også have betydning i straffesager samt i civile sager i tilknytning til dødsfaldet, eksempelvis efter arve- eller forsikringslovgivningen. Når en person er afgået ved døden, skal liget synes af enten den afdødes egen læge, en hospitalslæge eller ved et retslægeligt ligsyn af en læge fra Styrelsen for Patientsikkerhed. 
Den læge, der har foretaget ligsynet skal udfylde dødsattesten. Ved retslægeligt ligsyn udfyldes attesten både af hospitalslæge og af retslægen, såfremt afdøde er død på et hospital.

## Dødsattesten i Danmark

### Dødsattestens indhold
Nu om dage skal dødsattesten som udgangspunkt være elektronisk.[kilde mangler]
Attestens side et, udleveres til begravelsesmyndigheden, sådan at begravelsen eller bisættelsen derefter kan finde sted. På denne side oplyses den afdødes navn, adresse, dødssted, dato for dødsstedet med videre. Endvidere oplyser lægen om hvilke dødstegn der var tilstede ved ligsynet. Ved et retslægeligt ligsyn skal dødsattesten underskrives af såvel politiet som af lægen.
Attestens side to, bruges til statistiske formål, og oplyser dødsårsagen samt afdødes sygdomme i øvrigt og dødsmåden.

### Tavshedspligten
Sundhedspersonalets tavshedspligt gælder fortsat efter en persons død. En sundhedsperson kan dog som udgangspunkt oplyse den afdødes nærmeste pårørende om afdødes sygdomsforløb, dødsårsag og dødsmåde, såfremt dette ikke kan antages at stride imod afdødes ønsker eller andre private interesser.
Hvis journalen derimod indeholder oplysninger om afdøde eller forholdet mellem afdøde og pårørende, der indikerer at afdøde ikke ville have de pårørende underrettet, kan disse ikke videregives til de nærmeste pårørende.